# Грачевка (Мантуровский район)
Грачевка — деревня в Мантуровском районе Курской области России. Входит в состав 2-го Засеймского сельсовета.

## География
Деревня находится в юго-восточной части Курской области, в подзоне широколиственных лесов, в пределах юго-западных склонов Среднерусской возвышенности, на правом берегу реки Сейм, на расстоянии примерно 9 километров (по прямой) к юго-западу от села Мантурова, административного центра района. Абсолютная высота — 179 метров над уровнем моря.
Климат
Климат характеризуется как умеренно континентальный. Среднегодовая температура воздуха — 4,8 °C. Абсолютный минимум температуры воздуха самого холодного месяца (января) составляет −37 °C; абсолютный максимум самого тёплого месяца (июля) — 40 °C. Безморозный период длится около 152 дней в году. Среднегодовое количество атмосферных осадков составляет 400 мм.
Часовой пояс
Деревня Грачевка, как и вся Курская область, находится в часовой зоне МСК (московское время). Смещение применяемого времени относительно UTC составляет +3:00.

## Население
| 2002 | 2010 |
| ---- | ---- |
| 16   | ↘12  |

Половой состав
По данным Всероссийской переписи населения 2010 года в половой структуре населения мужчины составляли 41,7 %, женщины — соответственно 58,3 %.
Национальный состав
Согласно результатам переписи 2002 года, в национальной структуре населения русские составляли 100 % из 16 чел.